# Amtsgericht Sonneberg

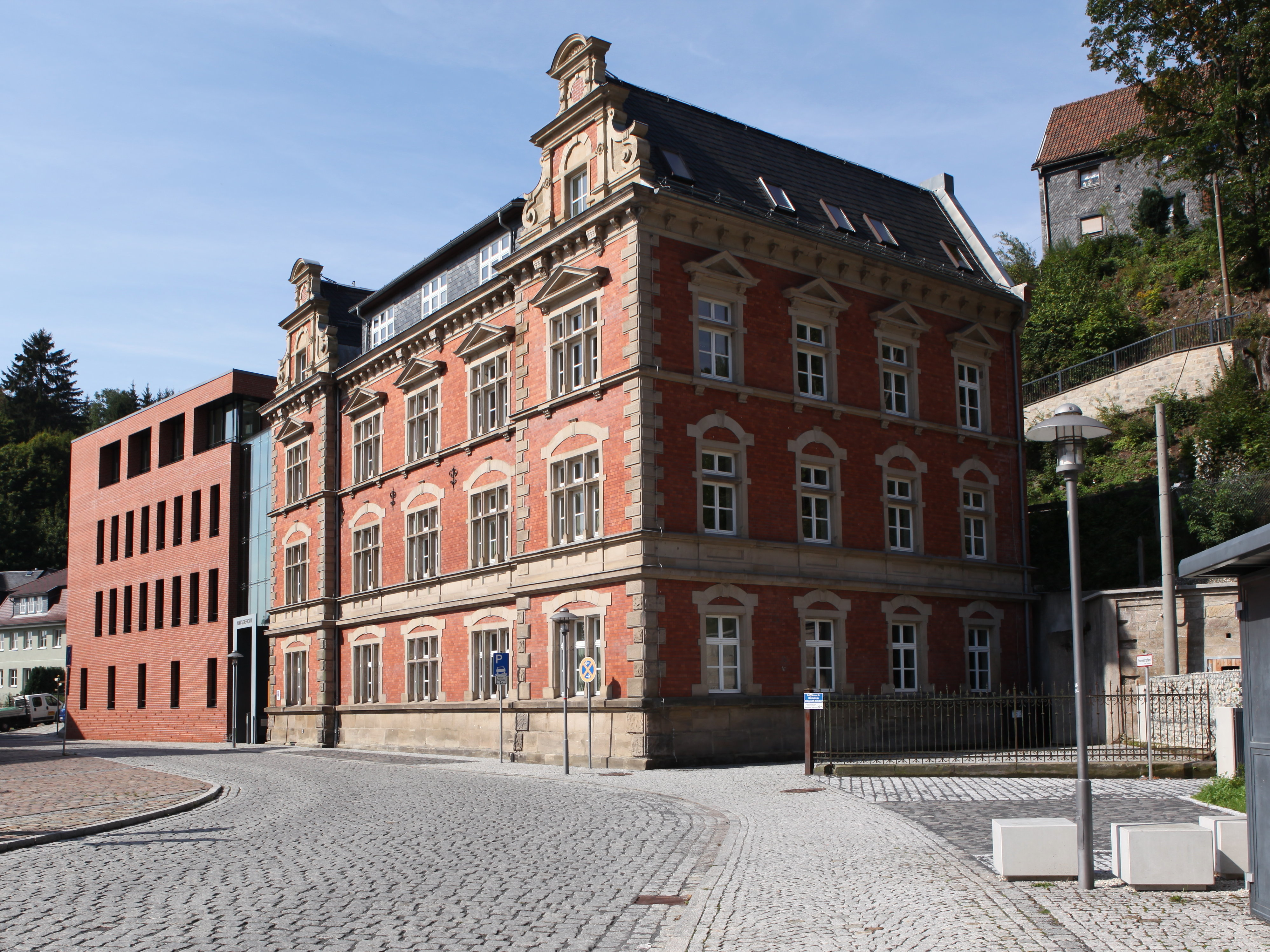
Gerichtsgebäude (2011)

Das Amtsgericht Sonneberg, ein Gericht der ordentlichen Gerichtsbarkeit, ist eines von sechs Amtsgerichten (AG) im Bezirk des Landgerichtes Meiningen.

## Gerichtssitz und -bezirk
Sitz des Gerichtes ist Sonneberg, die Kreisstadt des gleichnamigen Landkreises in Südthüringen. Der 434 km² große Gerichtsbezirk umfasst den Landkreis Sonneberg. In ihm leben fast 56.400 Menschen. 
Insolvenzverfahren bearbeitet das Amtsgericht Meiningen. Für die Führung des Handels-, Genossenschafts- und Partnerschaftsregisters ist das Amtsgericht Jena zuständig. Zentrales Mahngericht ist das Amtsgericht Aschersleben.

## Gebäude
Das Gericht ist im denkmalgeschützten Gebäude Untere Marktstraße 2 untergebracht. Der Massivbau wurde 1891/92 von Hermann Schubert im Stil der Neorenaissance errichtet. Das Arbeitsgericht Suhl hält hier Gerichtstage ab.

## Übergeordnete Gerichte
Dem AG Sonneberg ist das Landgericht Meiningen übergeordnet. Zuständiges Oberlandesgericht ist das Thüringer Oberlandesgericht in Jena.

## Geschichte
Nach der Märzrevolution wurden im Herzogtum Sachsen-Meiningen die Patrimonialgerichte abgeschafft und die Gerichte zum 1. Dezember 1850 als Kreisgerichte zusammengefasst. Bei den Kreisgerichten wurden Gerichtsdeputationen an den bisherigen Gerichtsstandorten eingerichtet. In Sonneberg entstand so das Kreisgericht Sonneberg.
Nach der Einführung der Reichsjustizgesetze 1879 entstand die Gerichtsstruktur, die bis zum Ende des Staates Bestand haben sollte. In Sachsen-Meiningen wurde dies mit dem Gesetz vom 16. Dezember 1878, betreffend Ausführungsbestimmungen zum deutschen Gerichtsverfassungsgesetz und der Verordnung vom 28. April 1879, betreffend die Sitze und Bezirke der künftigen Amtsgerichte umgesetzt. In Sonneberg entstand das Amtsgericht Sonneberg. Zuständiges Landgericht war das gemeinsame Landgericht Meiningen.
Nachdem im Jahr 1920 die thüringischen Staaten im Land Thüringen aufgegangen waren, wurde der Gerichtssprengel mit dem Thüringer Gerichtsstandortgesetz angepasst. Das Amtsgericht Sonneberg umfasste nun Effelder (Effelder, Blatterndorf, Gemarkung Forst Esselder, Korberoth), Eichitz, Föritz-Schwärzdorf (Föritz, Schwärzdorf), Gefell-Rottmar (Gefell, Rottmar), Hämmern (Dom.-Wald, Gemarkung), Heinersdorf, Heubisch, Hüttengrund, Jagdshof, Judenbach, Köppelsdorf (Köppelsdorf, Hüttensteinach, Steinach), Liebau, Lindenberg, Mengersgereuth-Hämmern (Mengersgereuth, Forschengereuth, Hämmern, Schichtshöhn), Mogger, Möchsberg, Mupperg, Neuenbau, Neufang, Neuhaus-Schierschnitz (Neuhaus, Schierschnitz, Buch, Mark Gessendorf), Oerlsdorf, Rabenäußig, Rotheul, Sonneberg (Sonneberg, Oberlind, Hönsbach, Unterlind, Mürschnitz, Malmerz), Weidhausen sowie verschiedene gemeindefreie Gebiete.
Im Jahre 1952 wurden in der DDR die Amtsgerichte aufgelöst und einheitlich Kreis- und Bezirksgerichte gebildet. Sonneberg kam zum Landkreis Sonneberg, entsprechen entstand das Kreisgericht Sonneberg im Bezirk des Bezirksgerichts Suhl.
Nach dem Zusammenbruch der DDR entstand 1993 das Amtsgericht Sonneberg neu.